# قواعد توالی کان–اینگولد–پریلاگ

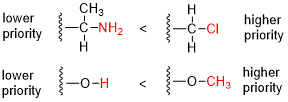
نمونه ای از اولویت بندی ساختار در سیستم CIP. اولویت با توجه به جایگزینی عناصر با اعداد اتمی بالاتر یا سایر گروه‌های متصل تعیین می‌شود. رنگ قرمز، استخلافی است که اولویت نهایی را تعیین می‌کند (تصویر بالا).

قواعد توالی کان–اینگولد–پریلاگ (به انگلیسی: Cahn–Ingold–Prelog priority rules) یا به صورت مخفف CIP، که به افتخار سه شیمی دانان آلی به نام‌های رابرت سیدنی کان، کریستوفر کلک اینگولد و ولادیمیر پریلاگ نامگذاری شده‌است، فرایندی استاندارد است که در شیمی آلی جهت نامگذاری ترکیبات دارای ایزومر فضایی کاربرد دارد. مهمترین کاربرد آن در تعیین اولویت برای نشانه‌گذاری E-Z حول پیوند دوگانه و نشانه‌گذاری R-S حول مراکز فضایی در ترکیبات کایرال است.

## مراحل نامگذاری
مراحل نامگذاری مولکول‌ها با استفاده از سیستم CIP اغلب به صورت زیر ارائه می‌شود:
1. شناسایی مراکز فضایی یا پیوندهای دوگانه؛
2. تعیین اولویت گروه‌های متصل به هر اتم مرکز یا اتم دو پیوند.
3. تخصیص توصیف کننده‌های R/S و E/Z.

## قواعد تعیین اولویت
1. اتم‌های متصل به مرکز فضایی یا کربن پیوند دوگانه ای که دارای بالاترین عدد اتمی باشند، بالاترین اولویت را دارند. اولویت‌های بعدی به ترتیب کاهش عدد اتمی قرار دارند؛ مثلاً در هالوژن‌ها ترتیب اولویت به صورت زیر است:

{\displaystyle I>Br>Cl>F}
1. اگر بر اساس قاعده نخست اولویت‌ها برابر بود به سراغ اتم‌های دوم، سوم و… رفته و بر اساس آن‌ها تصمیم می‌گیریم؛ مثلاً در استخلاف اتیل اولین کربن به اتم‌های H ,H و C متصل است ولی اولین کربن استخلاف متیل به H, H و H متصل است پس اتیل از متیل اولویت بالاتری دارد.
2. در استخلاف‌های دارای پیوند چندگانه، تعداد اتم‌های متصل به تعداد پیوندهای چند گانه شمرده می‌شود؛ مثلاً در –N=N– به هر کدام از اتم های نیتروژن یک اتم نیتروژن متصل است ولی چون پیوند دوگانه است در قواعد توالی دو بار شمارش می شود.[۳]